# Laba (przystanek kolejowy)
Laba – przystanek kolejowy w miejscowości Laba, w rejonie radziwiliskim, w okręgu szawelskim, na Litwie. Położony jest na linii Radziwiliszki – Dyneburg.